# Saifuddin Abdullah
Dato' Sri Saifuddin bin Abdullah ( Jawi : سيف الدين بن عبدﷲ ; Mentakab, Malasia 27 de enero de 1961) es un político malasio que se ha desempeñado como Ministro de Relaciones Exteriores por segundo mandato en la administración del Perikatan Nasional (PN) bajo el Primer Ministro Ismail Sabri Yaakob desde agosto del 2021. Cumplió su primer mandato en la administración de Pakatan Harapan (PH) bajo el ex primer ministro Mahathir Mohamad desde julio del 2018 hasta el colapso de la administración de PH en febrero del 2020. También se desempeñó como Ministro de Comunicaciones y Multimedia en Perikatan Nasional (PN) bajo la administración del ex primer ministro Muhyiddin Yassin de marzo del 2020 a agosto del 2021 y miembro del parlamento (MP) por Indera Mahkota desde mayo del 2018. Se desempeñó como Viceministro de Educación Superior II y Viceministro de Desarrollo Empresarial y Cooperativo en la administración de Barisan Nasional (BN) bajo los ex primeros ministros Abdullah Ahmad Badawi y Najib Razak, así como los exministros Noh Omar y Mohamed Khale d Nordin de marzo del 2008 a mayo del 2013 y diputado por Temerloh de marzo del 2008 a mayo del 2013. También es miembro del Partido Indígena Unido de Malasia (BERSATU), partido componente de la coalición PN, fue miembro del Partido de la Justicia Popular ( PKR), un partido componente de la coalición PH y fue miembro de la Organización Nacional de Malayos Unidos (UMNO), un partido componente de la coalición BN.

## Biografía
Saifuddin nació de un padre ustad y una madre maestra de escuela en Temerloh cerca de Mentakab, Pahang.

## Educación
Saifuddin se educó en el Sekolah Kebangsaan Abu Bakar Mentakab de 1968 a 1973, Malay College Kuala Kangsar - MCKK 1974 a 1980, obtuvo una licenciatura con honores de la Universidad de Malaya 1984, Diplomado en Traducción de la Asociación de Traductores de Malasia en 1985 y seguido por el Curso Ejecutivo en la Harvard Business School en 1995.

## Carrera Política
Saifuddin fue elegido para el Parlamento en las elecciones del 2008 e inmediatamente fue nombrado viceministro, siendo citado como una futura perspectiva ministerial. Anteriormente había sido Secretario General del Consejo de la Juventud de Malasia. Después de las elecciones, fue nombrado viceministro y fue viceministro de Educación Superior en el primer mandato de Najib Razak como primer ministro. Durante su mandato ministerial, Saifuddin fue uno de los políticos más moderados y liberales-progresistas de la administración de Najib. Criticó el manejo de su propio gobierno de la manifestación Bersih 2.0 en el 2011, en la que más de 1.600 manifestantes fueron arrestados en las calles de Kuala Lumpur. A principios del 2013, también defendió a un estudiante que fue humillado por un panelista vinculado al gobierno en un foro estudiantil en la Universiti Utara Malaysia (UUM).
Abdullah habla con el Secretario de Estado de los Estados Unidos Michael R. Pompeo, en Singapur el 3 de agosto del 2018.
La carrera ministerial de Saifuddin se vio truncada por las elecciones del 2013, cuando perdió su escaño parlamentario ante un candidato del Partido Islámico Pan-Malasia (PAS) por 1.070 votos.
Saifuddin ha escrito cuatro libros sobre la política de Malasia. Después de dejar el Parlamento, se unió a la Universidad de Malaya como becario de investigación, pero en 2014 renunció a su cargo en protesta cuando el Ministerio de Educación de Malasia obligó a un profesor muy respetado en la universidad a renunciar, según se informa debido a los resultados de la investigación que criticaban al gobierno.
En el 2015, Saifuddin renunció a UMNO y se unió al Partido de la Justicia Popular (PKR) por desacuerdos con el manejo del gobierno del escándalo Malaysia Development Berhad.
En la crisis política de febrero del 2020 denominada "Sheraton Move", Saifuddin renunció a PKR junto con el vicepresidente Azmin Ali y otros 9 diputados para formar un bloque parlamentario independiente.

## Vida personal

### Matrimonio
Está casado con Datin Sri Norlin Shamsul Bahri, tienen un hijo.

### Problemas de salud
En abril de 2021, dio positivo por COVID-19 y fue ingresado en el Hospital Sungai Buloh.  Fue dado de alta del hospital después de su recuperación completa que requirió de 16 días de tratamientos.